# Secretário-Geral do Partido dos Trabalhadores da Coreia
O Secretário-Geral do Partido dos Trabalhadores da Coreia (PTC) é o chefe do Partido dos Trabalhadores da Coreia, o partido governante da Coreia do Norte. O presidente também serve como chefe da Comissão Militar Central da Coreia do Norte e presidente da Comissão de Assuntos de Estado da Coreia do Norte. Desde a formação do PTC em 1946, o cargo de líder foi intitulado como Presidente (1946–1966), Secretário-Geral (1966-2011, vago de 1994 a 1997), Primeiro-Secretário (2011–2016) e Presidente em 2016. Em 2021, o cargo foi intitulado novamente para Secretário-Geral.
O gabinete do Presidente do Comitê Central foi estabelecido no 1º Congresso (realizado em agosto de 1946) e elegeu Kim Tu-bong (que não era membro da família Kim) para o cargo. Depois que o PTCN se fundiu com o seu homólogo do sul em 1949, o Premier Kim Il-sung, que detinha o poder real desde a independência, tornou-se presidente do partido fundido.
O cargo foi substituído na 2ª Conferência de outubro de 1966 por Secretário-Geral do Comitê Central; através deste gabinete, Kim Il-sung tornou-se o chefe formal do Secretariado do partido. Após a morte de Kim Il-sung em 1994, o cargo ficou vago por três anos. Em 8 de outubro de 1997, Kim Jong-il foi nomeado para o novo cargo de Secretário-Geral do Partido dos Trabalhadores da Coreia, em um anúncio conjunto do Comitê Central (CC) e da Comissão Militar Central (CMC) do Partido dos Trabalhadores da Coreia: "[O CC e o CMC] declaram o camarada Kim Jong-il como Secretário-Geral do partido, baseado nos desejos de todo o Exército Popular, pessoas e membros do partido." Na 3ª Conferência, a carta do partido foi emendada para exigir que o secretário-geral presidisse simultaneamente a Comissão Militar Central. Quando Kim Jong-il morreu, o PTC deixou o cargo de Secretário-Geral vago na 4ª Conferência, tornando-o "Secretário-Geral Eterno". Kim Jong-un foi eleito para o cargo de primeiro-secretário do Partido dos Trabalhadores da Coreia, que foi criado para "representar e liderar todo o partido e materializar as ideias e linhas de Kim Il-sung e Kim Jong-il". No 7º Congresso do PTC, o cargo de Primeiro-Secretário do Partido dos Trabalhadores da Coreia foi abolido e substituído pelo cargo de Presidente do Partido dos Trabalhadores da Coreia.
O Secretário-Geral do PTC, juntamente com o seu vice-presidente, compõe o Gabinete de Políticas Executivas do PTC. O gabinete do Vice-Presidente e o órgão do Gabinete de Políticas Executivas foram estabelecidos no 7º Congresso do PTC em 2017. Atualmente, existem 9 vice-presidentes; Choe Ryong-hae, Kim Ki-nam, Choe Thae-bok, Ri Su-yong, Kim Phyong-hae, O Su-yong, Kwak Pom-gi, Kim Yong-chol e Ri Man-gon. O Gabinete de Políticas Executivas substituiu o Secretariado, mas ainda não se sabe como e se esses dois órgãos têm papéis institucionalmente diferentes uns dos outros.

## Lista de titulares do cargo
| Presidente do Comitê Central do Partido dos Trabalhadores da Coreia do Norte 북조선로동당 중앙위원회 위원장 | Presidente do Comitê Central do Partido dos Trabalhadores da Coreia do Norte 북조선로동당 중앙위원회 위원장 | Presidente do Comitê Central do Partido dos Trabalhadores da Coreia do Norte 북조선로동당 중앙위원회 위원장 | Presidente do Comitê Central do Partido dos Trabalhadores da Coreia do Norte 북조선로동당 중앙위원회 위원장 | Presidente do Comitê Central do Partido dos Trabalhadores da Coreia do Norte 북조선로동당 중앙위원회 위원장 |
| Presidente                                                                                                  | Presidente                                                                                                  | Período | Período | Eleição |
| --- | --- | --- | --- | --- |
| | Kim Tu-bong 김두봉 1889–1958                                                                                | 31 de agosto de 1946                                                                                        | 30 de março de 1948                                                                                         | 1º Comitê Central                                                                                           |
| 30 de março de 1948                                                                                         | Kim Tu-bong 김두봉 1889–1958                                                                                | 30 de junho de 1949                                                                                         | 2º Comitê Central                                                                                           | |
| Presidente do Comitê Central do Partido dos Trabalhadores da Coreia 조선로동당 중앙위원회 위원장            | | | | |
| Presidente                                                                                                  | Presidente                                                                                                  | Período | Período | Eleição |
| | Kim Il-sung 김일성 1912–1994                                                                                | 30 de junho de 1949                                                                                         | 29 de abril de 1956                                                                                         | 2º Comitê Central                                                                                           |
| 29 de abril de 1956                                                                                         | Kim Il-sung 김일성 1912–1994                                                                                | 18 de setembro de 1961                                                                                      | 3º Comitê Central                                                                                           | |
| 18 de setembro de 1961                                                                                      | Kim Il-sung 김일성 1912–1994                                                                                | 12 de outubro de 1966                                                                                       | 4º Comitê Central                                                                                           | |
| Secretário-Geral do Comitê Central do Partido dos Trabalhadores da Coreia 조선로동당 중앙위원회 총비서      | | | | |
| Secretário-Geral                                                                                            | Secretário-Geral                                                                                            | Período | Período | Eleição |
| | Kim Il-sung 김일성 1912–1994                                                                                | 12 de outubro de 1966                                                                                       | 13 de novembro de 1970                                                                                      | 4º Comitê Central                                                                                           |
| 13 de novembro de 1970                                                                                      | Kim Il-sung 김일성 1912–1994                                                                                | 14 de outubro de 1980                                                                                       | 5º Comitê Central                                                                                           | |
| 14 de outubro de 1980                                                                                       | Kim Il-sung 김일성 1912–1994                                                                                | 8 de julho de 1994                                                                                          | 6º Comitê Central                                                                                           | |
| Vago (8 de julho de 1994–8 de outubro de 1997)                                                              | | | 6º Comitê Central                                                                                           | |
| Secretário-Geral do Partido dos Trabalhadores da Coreia 조선로동당 총비서                                   | | | | |
| Secretário-Geral                                                                                            | Secretário-Geral                                                                                            | Período | Período | Eleição |
| | Kim Jong-il 김정일 1941–2011                                                                                | 8 de outubro de 1997                                                                                        | 28 de setembro de 2010                                                                                      | 6º Comitê Central                                                                                           |
| 28 de setembro de 2010                                                                                      | Kim Jong-il 김정일 1941–2011                                                                                | 17 de dezembro de 2011                                                                                      | | 6º Comitê Central                                                                                           |
| Vago (17 de dezembro de 2011–11 de abril de 2012)                                                           | | | | 6º Comitê Central                                                                                           |
| Primeiro Secretário do Partido dos Trabalhadores da Coreia 조선로동당 제1비서                               | | | | |
| Primeiro-Secretário                                                                                         | Primeiro-Secretário                                                                                         | Período | Período | Eleição |
| | Kim Jong-un 김정은 nascido em 1983                                                                          | 11 de abril de 2012                                                                                         | 9 de maio de 2016                                                                                           | 6º Comitê Central                                                                                           |
| Presidente do Partido dos Trabalhadores da Coreia 조선로동당 위원장                                         | | | | |
| Presidente                                                                                                  | Presidente                                                                                                  | Período | Período | Eleição |
| | Kim Jong-un 김정은 nascido em 1983                                                                          | 9 de maio de 2016                                                                                           | 10 de janeiro de 2021                                                                                       | 7º Comitê Central                                                                                           |
| Secretário-Geral do Partido dos Trabalhadores da Coreia 조선로동당의 총비서                                 | | | | |
| Secretário-Geral                                                                                            | Secretário-Geral                                                                                            | Período | Período | Eleição |
| | Kim Jong-un 김정은 nascido em 1983                                                                          | 10 de janeiro de 2021                                                                                       | Presente | 8º Comitê Central                                                                                           |

## Secretário-Geral Eterno
| Nome                    | Retrato | Designado           |
| ----------------------- | ------- | ------------------- |
| Kim Jong-il (1941–2011) |         | 11 de abril de 2012 |

## Vice-presidentes
Os vice-presidentes do partido são: Pak Kwang-ho, Pak Thae-song, Thae Jong-su, Pak Thae-dok, An Jong-su e Choe Hwi.